# Pseudolithos migiurtinus
Pseudolithos migiurtinus là một loài thực vật có hoa trong họ La bố ma. Loài này được (Chiov.) P.R.O. Bally miêu tả khoa học đầu tiên năm 1975.